# Otto Konrad
Otto Konrad (Graz, 1964. november 1. –) válogatott osztrák labdarúgó, kapus, edző.

## Pályafutása

### Klubcsapatban
A Grazer SK korosztályos csapatában kezdte a labdarúgást. 1981 és 1992 között a Sturm Graz, 1992 és 1996 között az SV Salzburg labdarúgója volt. A salzburgi csapattal három bajnoki címet szerzett. 1997 és 1999 között a spanyol Real Zaragoza kapusa volt. 1999 és 2001 között a DSV Leoben játékosa volt, az 1999–00-es idényben kölcsönben szerepelt a Grazer AK csapatában. 2001 és 2003 között a PSV Salzburgban védett.

### A válogatottban
1989 és 1995 között 12 alkalommal szerepelt az osztrák válogatottban. Tagja volt az 1990-es olaszországi világbajnokságon részt vevő csapatnak.

### Edzőként
2005–06-ban az osztrák válogatott kapusedzője volt. 2006 óta az osztrák U21-es válogatott kapusedzőjeként tevékenykedik.

## Sikerei, díjai
Austria Salzburg
- Osztrák bajnokság
  - bajnok (3): 1993–94, 1994–95, 1996–97